# Pluggy
Pluggy (Mohawk : Tecanyaterighto, Plukkemehnotee) (? - 29 décembre 1776) était un chef amérindien des Mingos et l'allié de Chef Logan durant la guerre de Dunmore. Au cours de la guerre de l'indépendance américaine, il s'est allié aux Britanniques et a commandé une série d'attaques contre les colonies américaines tout le long de l'Ohio et du Kentucky avant sa mort à la station McClelland en 1776.